# Squaw Lake
Squaw Lake és una població dels Estats Units a l'estat de Minnesota. Segons el cens del 2000 tenia 99 habitants.

## Demografia
Segons el cens del 2000, Squaw Lake tenia 99 habitants, 35 habitatges, i 21 famílies. La densitat de població era de 46,6 habitants per km².
Dels 35 habitatges en un 34,3% hi vivien nens de menys de 18 anys, en un 31,4% hi vivien parelles casades, en un 22,9% dones solteres, i en un 40% no eren unitats familiars. En el 31,4% dels habitatges hi vivien persones soles el 20% de les quals corresponia a persones de 65 anys o més que vivien soles. El nombre mitjà de persones vivint en cada habitatge era de 2,83 i el nombre mitjà de persones que vivien en cada família era de 3,76.
Per edats la població es repartia de la següent manera: un 38,4% tenia menys de 18 anys, un 10,1% entre 18 i 24, un 23,2% entre 25 i 44, un 16,2% de 45 a 60 i un 12,1% 65 anys o més.
L'edat mediana era de 26 anys. Per cada 100 dones de 18 o més anys hi havia 79,4 homes.
La renda mediana per habitatge era d'11.875 $ i la renda mediana per família de 31.250 $. Els homes tenien una renda mediana de 12.000 $ mentre que les dones 20.000 $. La renda per capita de la població era de 9.895 $. Entorn del 42,1% de les famílies i el 49,5% de la població estaven per davall del llindar de pobresa.

## Poblacions més properes
El següent diagrama mostra les poblacions més properes.